# Wim van der Linden
Wim van der Linden né le 1er janvier 1941 et mort le 4 avril 2001 à Miami, est un photographe et cinéaste néerlandais.
Dans les années 1960, il sillonne avec son appareil-photo la scène rock européenne et artistique, réalisant notamment un reportage sur Fluxus. 
En 1966, avec Wim T. Schippers, il produit son premier film d'avant-garde, Tulips, puis durant l'été 1967, pour la VPRO, Hoepla, programme largement controversé dans lequel on a pu voir Hendrix, Eric Clapton et quelques scènes déshabillées restées fameuses puisqu'elles mettaient en scène la performeuse Phil Bloom, l'une des égéries du mouvement Fluxus.